# リルぷりっ
『リルぷりっ』は、セガと小学館が共同開発したトレーディングカードゲーム方式の女児向けアーケードゲーム『リルぷりっ ゆびぷるひめチェン!』、およびそれに関連した日本の漫画、テレビアニメ作品『ひめチェン!おとぎちっくアイドル リルぷりっ』。当該作品に登場するアイドルユニット「リトルプリンセス」の通称並びに愛称でもある。キャラクターデザインは漫画家の陣名まい。

## 概要
セガの女児向けキッズカードゲーム第4弾。2008年9月に稼動終了した『オシャレ魔女♥ラブandベリー』の後継企画として登場した。2009年12月10日から正式稼動開始となった。
ゲームの稼働に先行して、小学館の雑誌『ぷっちぐみ』では2009年2月号から2012年2月号まで、『小学一年生』では同年4月号から連載を開始している。また、『小学二年生』、『三年生』、『幼稚園』でも連載をしている。ただし、『一年生』と『二年生』は、2010年4月号から、漫画を手がける作者が陣名まいからたちばな真未へ変更された。その他は引き続き陣名が手がけている。ぷっちぐみ4月号から「ぷりりっ!リルぷりっ」と改題した（2012年2月号まで連載）。同時にページも増えた。
ゲームの内容は『ラブandベリー』と同じく3Dポリゴンで描かれた少女がダンスをするもの。絵柄は少女漫画風になり、さらに画面もブラウン管1画面から液晶ディスプレイ上下2画面に変更され、操作は全てタッチパネルで行う。使用基板は同社新開発のWindows XP互換の『RINGWIDE（リングワイド）』基板で、従来の基板より低コストで製造でき、またスペックも大幅に上がっている。
2010年4月から2011年3月までテレビアニメ『ひめチェン! おとぎちっくアイドル リルぷりっ』が放送された。2011年4月6日から「のりのり♪のりスタ」（後の『のりスタE-ネ!』）にて放送開始。それに伴い先の5誌と同じ小学館から刊行されている雑誌『ちゃお』2010年5月号から2011年3月号にかけてキャラクターデザインの陣名まいが手がける漫画が連載された。なお、各ストーリーの内容はおとぎの国を救う以外それぞれ異なる。さらに、アニメ化と同時に各種グッズが販売された。2010年8月19日には、ニンテンドーDS用ソフト「リルぷりっDS ひめチェン!アップルピンク」が発売された。
アーケードゲーム版は2011年11月で稼働終了したがアニメ第2期の放送は継続し、2012年3月のアニメ第2期放送終了を以て本作の作品展開は終了した。
作品内では神出鬼没の謎のアイドルユニット「リトルプリンセス」・通称「リルぷりっ」として登場する。

## 登場キャラクター
キャラクターの説明は基本的にアニメ版のものである。声の表記は、テレビアニメ/ゲームの順。また、単体での表示はアニメでの声優。

### 人間界

#### リトルプリンセス
通称、リルぷりっ。雪森りんご、高城レイラ、笹原名月の3人がおとぎの国の魔法の力を用いてお姫様モードにチェンジ（略してひめチェン）した、正体不明の謎のアイドルユニット。
普段は小学校低学年の学童で（ただし学年と年齢は事実上不明扱い）、ダンスの時は魔法の力で中高生並みの容姿に変身する。3人は「姫」と呼ばれ、魔ペットと呼ばれるおとぎの国のお付きの生き物が側に付く。ひめチェン時には3人共通のシュシュ（「リルシュシュ」）をかざしてから、「ひめチェンしよっ！」と一声。そして、シュシュを叩いて、そこから変化した杖「セプター」を用いて下記の呪文で変身する。
「プリパルプレパルプリリンプッチ ひめチェン!」が呪文である。
変身後セプターはハンドマイクに変化する。
ひめチェン時のコーディネイトデザインはカード（「お着替えカード」）になっている。初期ではリルぷりっに変身するためにはお着替えカードを1枚消費する必要があるため、お着替えカードがない状態では変身できなかったが、第14話以降は自分好みの衣装が選べるようになった。魔法効力は長くは持たず（ただし、エピソードによっては長く持っている事がある）マイクの点滅で知らされ、点滅が切れると同時に魔法変身は解除される。なお魔法の存在を人間界の者に知られる事は厳禁で、もし知られたら最後、リルシュシュの色が落ち、お着替えカードも消え、魔法効力は失われ二度とリルぷりっに変身できなくなる。ただし、おとぎの国の住人であれば彼女らがリルぷりっであることを知っているので目の前で変身・解除をしても問題ない。また、リルぷりっに変身するのは他人を幸せにするためであり、自分たちの都合で変身するのは禁止されている事が第6話で語られている。なお、魔法の力で変身してはいるが、それ以外の魔法はアニメ第40話で音符を集める際に使ったときのみ。
『おはスタ』にも登場。ハピネストーンを集めるためにスタジオで歌っている途中でマイクが点滅し、元に戻るのを見られないようにするため急遽スタジオを抜け出すことになってしまったが、本当の理由を知らないおはガールのさきをはじめとした番組出演者達は「タナマッチョの無茶振りギャグがあまりにも酷かったから急にいなくなっちゃったんだ」とタナマッチョを批判していた。その後も『おはスタ』に登場して同じ展開が続いていたが、5回目の登場で最後まで歌うことができハピネストーンを集めるのに成功した。そのとき歌っているのをヤマサットンに邪魔されたが、しずchanのパンチによりヤマサットンは吹っ飛んでいくこととなった。また、おはガールのさきと共にスマイレージが取得した2010年のレコード大賞最優秀新人賞を祝ってもらったことがあるが、自分たちはスマイレージのメンバーでないとあわてて否定した。なお、これらは全て番組の演出である。
雪森 りんご（ゆきもり りんご）
声 - 和田彩花（スマイレージ） / 石黒千尋
本作の主人公。元気いっぱいの少女。誕生日は4月8日。『リルぷりっ』ひめチェン時は白雪姫をモチーフとした姿に変身する。好物はアップルパイ。苦手なものは雷。一人称は「あたし」。レイラには「りんごちゃん」と呼ばれている。7つ子の弟がおり、幼い子供の扱いに慣れている。また男の子向けホビーにも明るく、特撮ヒーロー『トビウオマン』（声 - 小田敏充）の事も知っている。レイラと名月とはクラスメイト。アニメ第29話にて、3日間だけ委員長を務めていたり、アニメ第45話で、ある事件をきっかけにレイラ、名月とともに老人になってしまった事がある。
スマイレージ・和田彩花の友達。
高城 レイラ（たかしろ レイラ）
声 - 前田憂佳（スマイレージ） / 佐藤聡美
掃除と裁縫が好きで、忘れんぼうでよく転ぶドジな少女。誕生日は6月1日。『リルぷりっ』ひめチェン時はシンデレラ姫をモチーフとした姿に変身する。好物はパンプキンスープ。苦手なものは高い所。一人称は「あたし」。りんごには、初期エピソードでは「レイラちゃん」、以降は「レイちゃん」と呼ばれている。日本人とイタリア人のハーフで、母が日本人で父がイタリア人である（アニメオリジナル設定）。第7話と第8話などで、レイラのドジにりんごと名月が巻き込まれたことがある。
スマイレージ・前田憂佳の友達。
笹原 名月（ささはら なつき）
声 - 福田花音（スマイレージ） / 三上枝織
スポーツが好きで運動神経抜群な少女。跳び箱は9段までは跳べるが10段は跳べない事が第22話で発覚。誕生日は11月18日。『リルぷりっ』ひめチェン時はかぐや姫をモチーフとした姿に変身する。自身の経験から迷子の子供の行動が読める。好物はプリン。苦手なものは虫。嘘が嫌いで、第9話などでそれが如実に現れている。一人称は「私」。りんごとレイラには「なつきちゃん」と呼ばれている。家業は呉服屋で、更に日本舞踊も習っており専属の師匠もいる。りんごとは逆に幼い子供の扱いが苦手。自宅は豪邸。なかなかの意地っ張り。りんごとレイラ、および魔ペットたちのことは呼び捨てで呼んでいる。嘘が嫌いだが、第35話ではある事件をきっかけに精神をのっとられ、無理やり嘘つきにされてしまったことがある。また、セイ、ダイ、リョクのことを一般人に対して「インコとヤマネとぬいぐるみ」と説明している。
スマイレージ・福田花音の友達。

#### Wish
声 - 柿原徹也 / 庄司宇芽香
りんご達3人もファンになっている、大人気イケメンアイドル。一人称は「俺」。10月31日生まれ（『ぷりりっ!リルぷりっ』第1巻で判明）。神出鬼没でコンサートやライブの後には決まって行方不明になる。その正体はおとぎの国の王子のクリスである。

#### 花咲小学校の教師・生徒
熱井 太郎（あつい たろう）
声 - 三宅健太
りんご達の担任の先生。何事も熱く語る熱血教師。生徒達から無視され落ち込む事もあるが、意外と立ち直りが早い。第7話によると、風邪を引いたことは一度もない。一人称は「俺」。
第3話によれば、ドラマ『3年B組金八先生』に憧れて教師になったとのこと。
アニメ第11話にて、亜地々燃子（あちちもえこ）という女性と結婚、愛妻家である。第29話で、燃子の写真を持ち歩いていることが明らかになった。ちなみにその写真は少なくとも329枚ある。
アニメ第34話で女装したことがある。
早乙女 光太郎（さおとめ こうたろう）
声 - くまいもとこ
りんご達のクラスメイト。ヴァイオリンを習っている。一人称は「僕」。
良い所のお坊っちゃまな為、高級なイタリア製のハンカチなどのブランド物を多数所持しているセレブ趣味の持ち主で、クラスでは皮肉屋。
アニメ第7話では、ヴァイオリンの発表会で失敗して観客から笑われた事がトラウマになり、人前での演奏を恐れるようになるが、りんご達の失敗してもくじけない態度やリルぷりっに勇気づけられ、発表会に出場する事を決意する。
岡本 天子（おかもと てんこ）
声 - 寿美菜子
りんご達のクラスメイト。第15話に登場。手品が得意。世界的マジシャンの清風セイフーに憧れており、彼のようなマジシャンになる事が夢。第29話などにも登場。
内木美々子（うちき みみこ）
声 - 片岡あづさ
りんご達のクラスメイトで夜中にトイレにいけないほどの怖がり屋。学校の肝試し大会に本当は欠席しようとしたが、お化けに立ち向かおうと参加するもやはり怖くて震えてしまう。リルぷりっのおかげで怖くても勇気を出して歌うようにした。ポンチョにはお化け退治用の道具が入っている。
星野桃花（ほしの ももか）
声 - 明坂聡美
りんご達のクラスメイト。フランス人形のような衣装を着ているが、実は1日に3回も見るほどの「トビウオマン」の大ファン兼マニアで、りんごたちとともに夢の中でヒロインのトビウオピンクになる夢（熱井先生がたこ仙人役、Wishがいるか王子役、早乙女がさめ男の左腕・コバンザメ隊長役）を見ながらハピネストーンを出した。なお、彼女はトビウオピンク初登場エピソードの際に家族と外出して見られなかったため、雪森家で録画したDVDを見せてもらった。第31話、第49話などにも登場。
橘マミ子（たちばな マミこ）
声 - 中嶋アキ
りんご達のクラスメイトで、学級委員長。いつも規則を破る生徒を叱り飛ばす様から「ガミ子」とあだ名を付けられ怖がられていた。しかしそれはクラスをより良くするためにしている事である（ただし、クラスを良くするためには手段を選ばないのである）。第29話で、クラスの男子生徒の三石が校内で犬をこっそり飼っていた事を校長に共に詫び、その犬をクラスで飼育する事を懇願するために頭を下げている。第34話や49話などにも登場。
校長先生
声 - 白川万紗子
夏目まひる
声 - 水橋かおり
りんご達のクラスメイト。夏目まなつの姉でもある。実はニンニクが嫌い。
岡田南
声 - 豊口めぐみ
りんご達のクラスメイト。坊主頭の男の子。アリジジによってアイドルになったことがある。
楓（かえで）
声 - 下田麻美
りんご達の隣のクラスの女の子。パックンという蛙を飼っている。第48話にも登場。
小野幸生（おの ゆきお）
声 - 広橋涼
りんご達のクラスメイト。小野三太郎の孫である。

#### 主要人物の家族構成
雪森林檎朗（ゆきもり りんごろう）
声 - 川島得愛
りんごの父親。夫婦で経営している洋菓子店「森のりんご屋さん」の店主兼パティシエ。一人称は「俺」だが第12話で「僕｣と言ったことがある。彼の作るアップルパイは世界一おいしいと、第1話などで言われている。
雪森フジコ（ゆきもり フジコ）
声 - 内川藍維
りんごの母親。夫と一緒にアップルパイを始め洋菓子の販売をしている。
りんごの弟（七つ子）
声 - 片岡あづさ（月曜&金曜）、平田真菜（火曜）、嶋村侑（水曜）、原島梢（木曜）
名前は月曜、火曜、水曜、木曜、金曜、土曜、日曜。
第7話によれば好物は玉子焼き。リルぷりっの大ファンだがその中の1人が姉のりんごであることは知らない。一人称は「僕」。
何をする時も元気一杯に一緒で行動するため、りんごが目を回す事がある位に手が掛かる。第2話など、たまにお店の手伝いをすることがある。第12話で7人全員が虫歯になってしまったことがある。
マルコ・パパロンチーノ
声 - 土田大
レイラの父親。イタリア人。かなり陽気で、料理が上手。一人称は「僕」。
妻とは10年前に転んだところを助けたのをきっかけに出会い、名前も同じで靴もピッタリだということに運命を感じたと語る。
トマゾ・リゾットという部下がいる。
高城円子（たかしろ まるこ）
声 - 平田真菜
レイラの母親。夫が現在海外で支店長の仕事をしているため、現在は娘のレイラと二人暮し。
美人でキャビンアテンダントを勤めているが、レイラ同様ドジな面がありよく転ぶ。
レイラの叔母（2人）
声 - 高橋里枝、平田真菜
不器用で何かするとすぐ失敗する。とにかく世話が焼ける。ちなみに姉妹。
名月の祖父
声 - 吉開清人
呉服屋の店主。名月の両親は海外で仕事しているために、妻（名月に取っては祖母）と名月と一緒に暮らしている。
留守中は名月に店を任せている。
名月の祖母
声 - 山口享佑子
名月と一緒に暮らしている。店の反物の全ては主に彼女が取り仕切っている。

#### その他の登場人物
古林 幸恵（こばやし さちえ）
声 - 土井美加
笹原呉服屋の御得意様で、名月の専属の日本舞踊の師匠。
作法や礼儀に厳しく誰であろうが容赦無しに説教にかかる。そのためりんごやレイラに恐れられている。怒り出す時の「喝!」、「カーツっ!」が口癖。
失敗した事で正直に白状し真正面に向かい合う子に対しては優しく接する。
実はかなりの前衛的感性の持ち主。耳がいい。ねずみが嫌い。第31話にも登場。
光太郎の母親
声 - 中嶋佳葉
息子の光太郎がプロのヴァイオリニストになり、人前でヴァイオリンを弾く事を希望している。自身も昔はヴァイオリニストだったがプロにはならずに、現在はその夢を光太郎に託している。光太郎を「こうちゃん」と呼んでいる。第12話にも登場。
はやた
声 - 小林由美子
第5話に登場した、活発なやんちゃ幼年児。2歳。デパートで母親とはぐれ、後にりんご達と出会うが、その後もりんご達とはぐれ、一人でデパートを歩き回りりんご達を困らせた。その後母親がいない事で淋しくなり泣き出すが、はやたの目の前に突如現れたリルぷりっの歌により笑顔を取り戻しその後母親と再会する。トビウオマンの大ファン。第31話にも登場。
はやたの母親
声 - 原島梢
第5話に登場。息子のはやたがはぐれてからデパート中を探し回っていたが、公園でようやく再会した。
MIKE（マイク）
声 - 小田敏充
第6話登場のダンスの先生。りんご達の専属講師。セイが散歩していた時にインコトークで友達になった。最終話にも登場。
マダムA / マダムB / マダムC
声 - 平田真菜 / 嶋村侑 / 原島梢
第6話登場の歌の先生。りんご達の専属講師。通称「コーラスマダム」。同じくセイが散歩していた時にインコトークで友達になった。普通に会話する時も3人のコーラスで話す。第7話にも登場。
川辺 つぐみ（かわべ つぐみ）
声 - 新谷良子
第8話で登場した。Wishの大ファン。Wishの握手チケット場でりんご達と出会う。初対面のりんご達とWishの事に関して自慢し合い、どちらが早くWishからサインを貰えるかりんご達と争う事になるが、つぐみがWishのCDを落とし、通行人に踏まれそうになった所、間一髪でりんごがCDを救った事で、りんご達と仲良くなり友達となった。気合入れの際は「Wishチャージ!」が口癖。
父親の転勤に伴う転校が多かったために、クラスメイト達と馴染めずに不登校に陥った事もあったが、Wishの歌やWish談義に参加出来た事を切っ掛けにクラスメイト達と馴染んでいった。だがその後父親の転勤により3日後にアメリカに行く事が決まり、その事で心に不安が残り、それを払拭し元気を貰う為にWishのサインを求めるもことごとく失敗。しかし、リルぷりっやりんご達から元気を貰い立ち直る。そして空港でWish（実はクリスの変装）から声を掛けられ元気良くアメリカへ旅立っていった。その後、アニメ第48話にて帰国した。
感情の起伏に伴い、コーデの彩度や衣類の生地の張り等が変化する演出がされている。
タケシ
声 - 青山桐子
名月の友人で、幼稚園までは一緒だった。9話に登場した町の少年サッカーチーム『花咲キッカーズ』のキャプテン。一人称は「俺」。あまりにも弱すぎて勝ったことがないため誰も応援してくれなくなり、隣町のチーム『FC金時』との対抗試合を最後にチーム解散する事になっていたが、チームが勝利した事で解散は取り消された。
カケル
声 - 小平有希
第9話に登場した町の少年サッカーチーム『花咲キッカーズ』の一員。マモルの親友。一人称は「俺」。普段の実力はなかなかのものだが、本番に弱く緊張でミスをしてしまうため、名月がサッカーチームの助っ人として入った事でメンバーから外されてしまった。
その後、試合前日の名月との試合出場を賭けた勝負で敗北してしまったが、名月の怪我により試合に出場することとなる。緊張でミスをしてしまうが、リルぷりっに変身した名月の応援により緊張が解けチームを勝利へと導いた。アニメ18話と48話にも登場。
マモル
声 - 比嘉久美子
第9話に登場した町の少年サッカーチーム『花咲キッカーズ』の一員。カケルの親友。一人称は「俺」。カケルが試合から外された事で、名月に試合の出場辞退を頼むが断られる。後に名月が怪我で欠場したために、試合ではカケルと共に活躍した。カケルと同じくアニメ18話と48話に登場。
岡 正樹（おか まさき）
声 - 飛田展男
第10話で登場した。ランの飼い主。俳句が大好きなおじいさん。俳句の会に所属している。
俳句の良い句が全く思いつかなく途方に暮れていた時にりんご達と出会う。その後りんご達と供に良い俳句を探しに奮闘するが、ことごとく失敗に終わる。その後もセイを初めとするりんご達のお蔭で俳句に大切な事を気付かされ、後に良い俳句を作る事ができた。ランを呼ぶときは「ランちゃん」と呼ぶ。
ラン
声 - 嶋村侑
岡正樹の肩に乗っている黄色の小鳥。メスのカナリア。
正樹が良い俳句が出来るとランの良い声で歌ってあげていた。
セイの初恋の相手で、出会い当初は軽くあしらわれていたが、セイの熱意により良い俳句が出来た事で、セイにランの良い声で歌ってあげた。その後正樹の友達まどかが飼っているオスのカナリア「レン」が、ランのボーイフレンドになった事でセイは失恋する。
亜地々 燃子（あちち もえこ）
声 - 小島幸子
レイラの近所に住む女性。幼少期にお世話になり、シンデレラ好きになったきっかけを作った。
アニメ第11話で熱井先生と結婚した。第19話、第31話などにも登場。
猪狩美央
声 - 橘U子
第16話に登場した世界的に有名なデザイナー。クリスタルシューズのデザイナー。
落合久美
声 - 遠藤綾
クリスタルシューズの新作発表会（第16話）の案内役の女性。猪狩美央のアシスタント。
柚子小路栗麻呂
声 - 阪口大助
名月の求婚者の1人。すぐ泣く。超名門の坊っちゃんであり、りんごたちが名月と結婚する条件として出した無茶な要求に次々と応えた。名月が最後の条件として幼少期になくしてしまったかぐや姫の扇を要求。お金で買えるものではないので今度こそ応えられないかと思いきや、実は幼少期に名月に会ったことがあり、そのとき名月が落としていった扇を大事に持っていた。それでもりんごとレイラは名月との結婚を阻止しようと手を考える中、意地っ張りな名月は約束したからと言って彼と結婚することを決意。リルぷりっ解散、おとぎの国消滅の危機に陥ったがクリスによって救われた。
第31話にも登場。
木崎ナルシ
声 - 高橋美佳子
名月の求婚者の1人。
七光ツヨシ
声 - 洞内愛
名月の求婚者の1人。
鷲尾タクヤ
声 - ささきのぞみ
名月の求婚者の1人。パソコンを駆使。
金田一
声 - 上岡麻佳
少年探偵団の団員でリーダー格。マスコミ業を勤めているおじ・耕介がいる。リルぷりの正体を暴くため、コンサート前のりんご達の周囲に付きまとい追い回していた。
実は3人揃ってリルぷりのファンで、コンサート後の出待ちをしていたがサインを貰えなかった過去がある。
明智省吾
声 - 森優子
少年探偵団の団員。パソコンを駆使する頭脳派。
大江戸南太
声 - 大原桃子
少年探偵団の団員。リルぷりファンである探偵団3人の中でも特にオタク気質が強く、「～だお」が口癖。
夏目まなつ
声 - 長谷川静香
夏目まひるの妹。5歳。
あづみ
声 - 大久保瑠美
ヒマワリ大使
声 - 中嶋ヒロ
小野三太郎
声 - 伊藤和晃
小野幸生の祖父。通称「花咲町のサンタさん」。子供のときにサンタにあったことがある。回想シーンのみではあるものの妹がいる。

### おとぎの国
国内に女王様の城を中心に森、雲工場、街、お菓子の農場などが存在する。おとぎの国の住人は「おとぎちっくる」と呼ばれている。
クリス
声 - 柿原徹也 / 庄司宇芽香
マジシャンの格好をした、魔法が使えるウサギ。ゲーム版のみ「なのだ」が口癖になっている。一人称は「俺」。いつも大きな金時計を懐に持ち、何かの時間を気にしている。滅多な事では笑顔を見せない。リルぷりっの正体がりんご達であることを知っており、りんご達や3匹の魔ペットを影から見守り時折手助けや協力をしている。アニメ第26話でりんご達に自身がwishと同一人物でおとぎの国の王子であると明かした。ウサギの姿は、リルシュシュについている「魔法の石」を魔法使いから得た代償としてかけられた呪いである。そしてやがて全ての記憶が消え、言葉も失ってただのウサギとなる。アニメ第46話にてウサギの姿から本来の姿（Wish）に戻れなくなってしまった。この事によりおとぎの国の空に雷や風が起こるなど異変が起きた。女王様から貰ったペンダントによって一時的に本来の姿（wish）に戻ることが可能。女王様の作るオムライスが好物。アニメ第51話でトゥループリンセスのリルぷりっによって再び本来の姿（王子）に戻った。その後、アイドルのWishとして復帰を果たした。
セイ
声 - 高木礼子
雪森りんごの魔ペット。白雪姫所属の魔ペットで水色の小鳥。自称インコなので、人前で話しても誰も気にしないという特典を持つ。一人称はわたくし。語尾に「ですぞ」を付けて話すことが多い。ぷっちぐみ版のマンガのみではあるが「セイ子」という妹がいる。
ダイほどではないが実は食いしん坊。アニメ2話では、りんごの父が翌日のために仕込んでおいた雪森家『森のりんご屋さん』の商品をダイが食べているのを止めないばかりか、自分もそそのかされ一緒になって食べ、さらにはリョクまでをもそそのかし結果3匹で全て平らげてしまった。その証拠を隠滅すべく夜中に商品のアップルパイを作るが、とんでもない材料を使っていたため客を怒らせ店の信用をなくしてしまう事件を引き起こし、責任を感じ家出しようとするがりんごに止められる。店の信用は、りんご達の機転によるリルぷりっを使った宣伝での活躍により取り戻せた。また、第43話では風で飛ばされたダイを助けようにも直前に食べすぎて飛べなくなってしまい、リョクに「お前もダイエットしろ」と言われたこともある。
カナリアと間違えられたことがある。 第20話で、ある事件をきっかけにダイ、リョクとともに記憶を失ってしまったことがある。
ダイ
声 - 中司ゆう花
高城レイラの魔ペット。シンデレラ姫所属の魔ペットで橙色のリス（アニメでは本人は「リスではなくヤマネですぅ」といっている）で、一応人前で喋る事は禁止となっている。アニメ10話ではリョクと共に老人に、喋る事がばれてしまった。7匹の中では一番の食いしん坊。一人称は「僕」。ねずみやたぬきと間違われたことがある。第43話で、「リスリン」という名前でリスさんショーに出ていた事がある。
リョク
声 - 早水リサ
笹原名月の魔ペット。かぐや姫所属の魔ペットで緑色の龍の子供。人間界に龍は存在しないため、アニメやぷっちぐみ版のマンガでは周囲にはぬいぐるみと説明されている。そのため、一応は人前で話すのも動くのも禁止とされている。
一人称は「俺｣。虫や宇宙人、ブロッコリーと間違われたことがある。口から炎を出すことが可能で、それを使って魔女を一時的に戦闘不能にしたことがある。実はピーマンが嫌いだということがのりスタ版第21話で判明した。
おとぎの国の女王
声 - 佐久間レイ
おとぎの国を統べる女王。国を救うために7匹の魔ペットを人間界へと向けさせた。
クリスの母親であり、料理やスポーツが得意。時折おとぎの国にやってくるりんご達のアイドル活動をサポートする。実はロングヘアーだったことがアニメ50話で発覚。
ルゥ
声 - 神田朱未
おとぎの国の妖精。「～なの」が口癖。漫画版にも登場するが設定が少し異なる。
きのこ兄妹
声 - 嶋村侑、平田真菜
歌が上手。因みに双子。オレンジの方が兄で赤色のほうが弟。
泉の妖精
声 - 原島梢
水におぼれたダイをたすけながら、「金ダイ? 銀ダイ? 普通のダイ?」とレイラに聞く。第40話にも登場。
妖精たち
声 - 片岡あづさ、吉田聖子
お菓子の農場で木に生ったお菓子を取る仕事や、思い出の絵本を作る仕事をする。
リリ
声 - 矢作紗友里
おとぎの国の海に住む人魚姫。アニメ第17話に登場。ハピネストーンの数が少ない原因で起きた穴により花咲町の海岸に落ちてきた。りんごたちとともに人間界を満喫したが、見た目やセリフがギャルになってしまい「人魚姫」の絵本の中に戻った今でもその状態である。アニメ第39話にも登場。
ララ
声 - 平田真菜
ロロ
声 - 原島梢
ルル
声 - 片岡あづさ
人魚姫。リリの姉妹たち。
ヘンゼル
声 - 川庄美雪
グレーテル
声 - 中尾衣里
おとぎの国のドイツに住む兄妹。グリム童話「ヘンゼルとグレーテル」をモチーフにしている。
ビビ声 - 沢城みゆき
おとぎの国の猫でクリスに呪いをかけた魔法使いの魔ペット。一人称は「あたち」。一目ぼれしたクリスを捜しておとぎの国から人間界に来る。
ウサギに変身したクリスの呪いを解くため、りんご達とは別に単独行動で「キラキラしたもの」を集めている。
クリスの前では淑やかになるが、それ以外の人物には横柄。語尾に「でち」を付けて話す。帽子の中にいろんなものが入っていることが第35話で明らかになった。動物の言葉がわかることがアニメ第37話で発覚。
一寸法師
声 - 古島清孝
おとぎの国の住人。リリ同様開いた穴から妻のもみじ共々人間界に落ちてきた。メタボ体型でズボラな性格。
もみじに叱られる度に「やるときはやる」と言い返している。その通り、自分の胸にビンタをし紅葉模様をつけることによって「本気モード」に入る。その際には体型も引き締まり顔つきも大幅に変わる。アニメ第39話、第48話などにも登場。
もみじ
声 - 庄司宇芽香
一寸法師の妻。原作とは異なり実際の人間より小さいサイズだった。だらけた夫に愛想を尽かしており、叱責することも度々。39話などにも登場。
アリジジ
声 - 山口勝平
魔法のランプの魔人。アニメ第39話にも登場。
おとぎの国のサンタ
声 - 小室正幸
赤ずきんちゃん
声 - 伊藤かな恵
頭巾に動物の耳のような形があるのが特徴。「～かも」が口癖。
オトヒメ
声 - 生天目仁美
ウラシマ
声 - 稲葉実
亀千代
声 - 松尾大亮
魔女
声 - 井上喜久子
第39話から登場。いろんな悪事をした上に魔法の石を奪おうとしたために女王の怒りを買い、幽閉されていたが後に脱出。リルぷりっが自分よりも美しいことを知ってしまった影響で嫉妬し、魔法を使ってりんごたちを襲う。最終話で改心。口癖は「ざまあみそしるいいきびだんご」。
はだかの王様
声 - 木内秀信

### 漫画版限定のキャラクター
高橋一樹

## アーケードゲーム
『リルぷりっ ゆびぷるひめチェン!』。

### ゲーム内容
コイン投入→各種選択
1回のプレイ料金は100円。コイン投入後、専用カード（ブラインド方式）が1枚出てくる。そしてモード選択（はじめてモード・ふつうモード）の後、「りんご」「レイラ」「名月」からリーダーキャラクターを選択する。「ゲームをおわる」を選択すると、そのまま終了となる。
コーディネイト
カードを読み込ませて服を変えつつ、読み込んだカードのパーツを登録し、同社の『Quest of D』の装備画面と同様に、そのアイコンをキャラクター上にドラッグ&ドロップする事により様々なコーディネイトができる。パーツは「もよう」、「髪」、「くつ」、「アクセ」の4種類で、「もよう」パーツでは服の模様変更が可能。コーディネートの結果はレーダーチャートで表示され、ある要素の評価を上げても別の要素の評価が下がるなど『ラブandベリー』より複雑になっている。
変身までの流れ
コーディネイトを決定すると、まず少女姿の主人公が現れ、タッチパネルで画面上の魔法陣をなぞって大人の姿に変身する場面になる。制限時間は5秒で、なぞり具合はコーデ点数評価のボーナスポイントになる。
ダンス
画面上に縦・横・弧やハートなどを描くようにリングが流れてくるので、リングと星（ハピネストーン）がぴったり入るタイミングで黄色のものは直接タッチし、青のものは星を始点になぞっていく。黄色のハピネストーンのタイミング評価は5段階あり、GOOD以上でタッチし続けていくと「コンボ」になる。
またここでも魔法陣が現れ、なぞり具合はダンス点数に合算される。
最終評価
最終的にコーディネート+変身とダンスの総合得点でSSからFまでのランク評価が受けられる。
アンコールステージ
ふつうモードの最終評価でSランクを取得すると、ダンスをもう1曲プレイできる「アンコール」が発生する。ステージは1曲目のもの以外からランダムで選出される。曲はステージ対応のものだが、譜面はふつうモードのものよりさらに難しくなっている。
プレミアムアンコールステージ
この呼称は通常のアンコールステージと区別するためのもの。
ふつうモードの最終評価でSSランクを取得した場合は専用曲でのプレイになる。ステージ自体は通常のアンコール同様、1曲目のもの以外からのランダム選出。

### リリース
- 2009年12月10日 『1stコーデコレクション』稼動開始。全62種。
- 2010年1月11日 『リルぷりっ ハート♥ハートキャンペーン』開催。
- 2010年 『1stコーデコレクションおたからさがしキャンペーン』開催。
- 2010年3月11日 『2ndコーデコレクション』稼動開始。全63種。
- 2010年3月11日 『リルぷりっアニメデビュー記念♥プレゼントキャンペーン』開催。
- 2010年3月15日 『ぷっちぐみ・学年誌合同企画2010ドレスデザインコンテスト』開催。
- 2010年4月21日 『リルぷりっ ゆびぷるひめチェン!2』にバージョンアップ。
- 2010年4月21日 『ぺたチェン!きせかえカード』『ぺたチェン!きせかえステージ』発売。
- 2010年5月1日 『リルぷりっりんごにひめチェン!キャンペーン』開催。
- 2010年7月16日 『“カードになっちゃお”キャンペーン』開催。
- 2010年7月16日 『3rdコーデコレクション』稼動開始。全57種。ひみつカード登場。
- 2010年7月22日 『ぺたチェン!きせかえカード2』発売。
- 2010年7月29日 『リルぷりっ ゆびぷるひめチェン!3』にバージョンアップ。
- 2010年8月5日 『リルキャラ!くるくるコレクション』発売。
- 2010年8月7日 『第1回おとぎの国を救え!リルぷりっチャレンジ りんご杯』開催。携帯電話で参加。
- 2010年8月21日 『第1回おとぎの国を救え!リルぷりっチャレンジ 名月杯』開催。
- 2010年9月4日 『第1回おとぎの国を救え!リルぷりっチャレンジ レイラ杯』開催。
- 2010年10月9日 『4thコーデコレクション』稼動開始。全52種。
- 2010年10月30日 『第2回おとぎの国を救え!リルぷりっチャレンジ りんご杯』開催。
- 2010年11月13日 『第2回おとぎの国を救え!リルぷりっチャレンジ 名月杯』開催。
- 2010年11月27日 『第2回おとぎの国を救え!リルぷりっチャレンジ レイラ杯』開催。
- 2010年12月8日 『5thコーデコレクション』稼動開始。全61種。
- 2010年12月17日- 博品館TOY PARKで『スペシャル(･∀･)メリー×2クリスマスプレゼント!』開催。
- 2011年1月7日- マクドナルドハッピーセットでカードプレゼント。全6種。マックでDSでひめチェン!コードゲット。
- 2011年1月8日 『第3回おとぎの国を救え!リルぷりっチャレンジ りんご杯』開催。
- 2011年1月22日 『第3回おとぎの国を救え!リルぷりっチャレンジ 名月杯』開催。
- 2011年2月5日 『第3回おとぎの国を救え!リルぷりっチャレンジ レイラ杯』開催。
- 2011年1月16日以降 『次世代ワールドホビーフェア '11 Winter』でカードプレゼント。全4種。
- 2011年2月25日 『6thコーデコレクション』稼動開始。全62種。
- 2011年3月5日 『リルぷりっチャレンジ ひなまつり編 〜ひめっぷり☆スペシャル〜 りんご杯』開催。なお、名月杯とレイラ杯はそれぞれ同年の3月19日と4月2日に予定されていたが、東北地方太平洋沖地震の影響で延期となった。
- 2011年6月24日 『7thコーデコレクション』稼動開始。全53種。
- 2011年11月25日 7thコーデコレクションにて最終弾とし、稼働終了した。

### バージョン
筐体のROMバージョンは画面右上のロゴから確認ができる。
- リルぷりっ ゆびぷるひめチェン!2

キャラの表情が増え、魔法陣を早く描くボーナスポイントやオンステージのゲーム表示の変更など。べたチェンカードにも対応。
- リルぷりっ ゆびぷるひめチェン!3

新曲や新ステージ追加で、『トロピコリゾート』は期間限定ステージ。またDSソフトや液晶ゲームに対応。

### ステージ
キューティーリングステージ
魔法陣とピンクを基調としたキュートなステージ。曲は「リトル・ぷりんせす」。
ファンタージュシアター
お城をバックにしたエレガントなステージ。曲は「ムーンライトセレナーデ」。
スターダストシティ
夜景をバックにしたクールなステージ。曲は「Prospect」。
トライアップ！フェス
ライブ会場をモデルにした華やかなステージ。曲は「HAPPY GO LUCKY」。
デコロタウン
おとぎのお城をバックにしたファンシーなステージ。曲は「うさぎのダンス」。
トロピコリゾート
真夏をイメージした涼しげなステージ。3rdコレクションから登場。曲は「×□×□'n ソーダ」。

### 関連グッズとの連動
- モバイルサイト『ケータイHP★リルぷりっ.com』

QRコードで連動。
- きせかえカード『ぺたチェン!』

ステージカードのバーコードはゲーム機でスキャンが可能。
- 液晶ゲーム『リルキャラ!くるくるコレクション』

『ハピネスつうしん』でゲーム機と連動。
- DSソフト『リルぷりっDS ひめチェン!アップルピンク』

DSで登録したコーデの『ひめチェンコード』を入力することでゲーム機でも使用可能。

### ロケテスト
2009年4月4日（土）から12日（日）までの期間限定で、東京都江戸川区のセガワールド葛西でロケーションテストが行われた。シンプルなデザインの白い試作筐体が2台設置され、初日には旧・オシャレマジョチームリーダーの植村比呂志を始め、開発者、関係者からが多数視察に訪れていた。
ロケテスト時の仕様は、難易度が2段階、ダンスステージが4ステージ、カードの種類はファッションカード36種、スペシャルカード4種、おとぎカード3種類の合計43種類。

## テレビアニメ
2010年4月4日から2011年3月27日までテレビ東京系にて『ひめチェン!おとぎちっくアイドル リルぷりっ』のタイトルで放送された。キャッチコピーは「おとぎの魔法で"ひめチェン!"かんりょー♪」。全51話。
ゲーム版とはメインキャラクターのキャストと衣装が異っており、本作のメインキャストと主題歌にはスマイレージのメンバーを起用。
セガ原作およびトムス・エンタテイメントが製作するテレビアニメ作品としては、2005年『甲虫王者ムシキング』以来であり､日曜の朝としては2003年放送の『ソニックX』以来、7年ぶりとなる。
その後も2011年4月6日から2012年3月28日まで『のりのり♪のりスタ』内で第2期（タイトルは第1期と同じ）が放送された。全51話。
アニメ第1期では変身後のライブステージのみ3D映像によるグラフィックがなされ少女が歌いながらダンスをし、ライブステージ以外は通常のアニメ映像であるが、『のりスタ』版では全編3Dとなる。

### あらすじ
おとぎの国で「ハピネストーン」が次々と消え、森の小屋や館、林の中の屋敷、姫の城などが次々と荒れ果て、一部の場所では気温が上昇し、おとぎの国の国力は衰えて消滅の危機に陥っていた。女王様は姫達やおとぎの国を消滅から救うのに必要なハピネストーンを増やすため、3匹の「魔ペット」に3人のプリンセス少女を探し出すことを命じ、人間界へと差し向ける。
そのころ人間界では、おとぎの国に関する絵本が消えてなくなるといった不可思議な出来事が起きていた。「雪森りんご」は立ち寄った本屋で、偶然絵本が消えてなくなるのを目撃するが、目の錯覚と思い込む。「Wish」のファンだったりんごはコンサート会場に忍び込み、「高城レイラ」と「笹原名月」、そして3匹の魔ペットとの運命的な出会いを果たす。さらに3人の少女の前におとぎの国の女王様が姿を現し、彼女はおとぎの国の命運を3人の少女たちに託す。
3人は魔法の力によってWishのステージの場に立ち、Wishのファンによる騒ぎを鎮めるため、Wishの前座として3人の少女たちは歌うことを余儀なくされ、謎のアイドルユニット「リトルプリンセス（通称リルぷりっ）」を結成する。じつは人を喜ばせて幸せにすることは、すなわち人から生まれ出る「ハピネストーン」を見つけることそのものだった。

### 『のりスタ』版のあらすじ
『リルぷりっ』の続編にあたる。リルぷりっの活躍によっておとぎの国は危機から救われ、ハピネストーンは、幸運の気持ちによって人々の心と繋がっていることが判明する。その後、幸せに暮らしていた雪森りんご、高城レイラ、笹原名月、そして7匹の魔ペットたちは、より人を幸せにするために修行を重ね成長してゆく。

### 劇中で使用するお着替えカード
スペシャルプリンセスフェアリーテイル
第1話や第6話、第27話などで使用。
ハート・ハート・ウェイトレス
第2話、のりスタ版第26話で使用。
ウェスタンハニー
第3話で使用。
さくらいろこまち
第4話で使用。
パラダイスマリン
第17話、のりスタ版第5話、第18話で使用。
ぷちレンジャー
第22話、のりスタ版第7話、第21話（色違いで登場）で使用。
メリーメリー・クリスマス
第38話で使用。
など。

### スタッフ
第1期
- 原案 - SSJ (セガ、小学館、陣名まい)
- スーパーバイザー - 植村比呂志、松井聡
- 監督 - 森脇真琴
- 副監督 - 富沢信雄 (第26話 - 最終話)
- シリーズ構成 - 山田由香
- キャラクターデザイン - 渡辺敦子
- プロップデザイン - 仲田美歩
- 美術監督 - 新田博史、山子泰弘
- 色彩設計 - 山本智子
- 撮影監督 - 宮川淳子 → 光石奈歩
- 編集 - 笠原義宏
- 音響監督 - 菊田浩巳
- 音楽 - 村松崇継
- 音楽プロデューサー - 田中統英
- プロデューサー - 和田慎之介、佐藤麻夕美、関田有應
- アニメーションプロデューサー - 竹内孝次、谷口理
- アニメーション制作 - テレコム・アニメーションフィルム
- 製作 - テレビ東京、小学館集英社プロダクション、トムス・エンタテインメント

『のりスタ』版
- 原案 - SSJ
- 監督 - 荒川眞嗣
- シリーズ構成 - 坪田文
- アニメーション制作 - 小学館ミュージック&デジタル エンタテイメント

### 主題歌

#### オープニングテーマ
「リトル♥ぷりんせす☆ぷりっ!」（第1話 - 第25話）
作詞・作曲 - おとぎの国音楽隊 / 編曲 - 涌井啓一、千葉直樹 / 歌 - リルぷりっ
「アイドルール」（第26話 - 第51話）
作詞 - 2℃ / 作曲 - 斎藤悠弥 / 編曲 - 高橋諭一、斎藤悠弥 / 歌 - リルぷりっ
オープニングテーマのクレジットは当初は「リトル♥ぷりんせす」と表記されていたが、変更されている。「リトル♥ぷりんせす☆ぷりっ!」は挿入歌として使用されていたこともある。

#### エンディングテーマ
「オトナになるって難しい!!!」（第1話 - 第25話）
作詞・作曲 - つんく / 編曲 - 板垣祐介 / 歌 - スマイレージ
「ヴィラヴィラヴィロー!」（第26話 - 第51話）
作詞 - 辻りんめい / 作曲・編曲 - 林あきひと / 歌 - リルぷりっ
「ヴィラヴィラヴィロー」はポルトガル語で「元気に陽気にゴクゴク飲もう」の意味と歌詞中で説明されている。

#### 挿入歌
「ハッピーゴーラッキー☆ぷりっ!」（第14話 - 第51話）
作詞・作曲 - おとぎの国音楽隊 / 編曲 - 涌井啓一、大場康司 / 歌 - リルぷりっ
「プロスペクト☆ぷりっ!」（第27話 - 第51話）
作詞・作曲 - おとぎの国音楽隊 / 編曲 - / 歌 - リルぷりっ
「∞ワンダーガール☆ぷりっ!」（第40話 - 第51話）
作詞・作曲 - おとぎの国音楽隊 / 編曲 - / 歌 - リルぷりっ

### 各話リスト

#### 第1期
| 話数   | サブタイトル                         | 脚本     | 絵コンテ          | 演出                  | 作画監督                                             | 関連童話                | 放送日        |
| ------ | ------------------------------------ | -------- | ----------------- | --------------------- | ---------------------------------------------------- | ----------------------- | ------------- |
| 第1話  | プリンセスみーつけた☆ぷりっ!         | 山田由香 | 森脇真琴          | 富沢信雄              | 野口寛明 八崎健二                                    |                         | 2010年 4月4日 |
| 第2話  | 魔ペット大失敗☆ぷりっ!               | 笹野恵   | 森脇真琴          | 伊藤靖                | 宍戸久美子、野口寛明 八崎健二                        |                         | 4月11日       |
| 第3話  | ひめさまは忘れんぼ☆ぷりっ!           | 広田光毅 | 佐藤昌文          | 佐藤昌文              | 柴田志朗                                             |                         | 4月18日       |
| 第4話  | お師匠さまがやってきた☆ぷりっ!       | 戸隠三子 | 高柳哲司          | 小山田桂子 矢野雄一郎 | 牧内ももこ                                           |                         | 4月25日       |
| 第5話  | まいごで大さわぎ☆ぷりっ!             | 中村能子 | 尼野浩正          | 奥村吉昭              | 末永宏一、野口寛明 高田洋一                          |                         | 5月2日        |
| 第6話  | プリンセス修行だヨ☆ぷりっ!           | 笹野恵   | 浪速勉            | 近藤一英              | 渡辺奈月 柴田志朗                                    |                         | 5月9日        |
| 第7話  | おケイコやーめた☆ぷりっ!             | 山田由香 | 矢野雄一郎        | 矢野雄一郎            | 野口寛明、末永宏一 西真由子、高田洋一                |                         | 5月16日       |
| 第8話  | Wishをおいかけろ☆ぷりっ!             | 土屋理敬 | 金﨑貴臣          | 池畠博史              | 牧内ももこ、宍戸久美子 野口寛明、白井裕美子 西真由子 |                         | 5月23日       |
| 第9話  | ぷりぷりサッカー☆ぷりっ!             | 広田光毅 | 佐藤昌文          | 佐藤昌文              | 柴田志朗、渡辺奈月 五十内裕輔                        |                         | 5月30日       |
| 第10話 | 五七五でラブラブ☆ぷりっ!             | 戸隠三子 | 森脇真琴          | 政木伸一 小山田桂子   | 野口寛明、白井裕美子 西真由子、牧内ももこ            |                         | 6月6日        |
| 第11話 | ビッグなシンデレラ☆ぷりっ!           | 笹野恵   | 藤本義孝          | 渡辺健一郎            | 末永宏一、野口寛明 高須美野子、高田洋一              | シンデレラ              | 6月13日       |
| 第12話 | 世界一のアップルパイ☆ぷりっ!         | 中村能子 | 浪速勉            | 福本潔                | 五十内裕輔 内野明雄                                  |                         | 6月20日       |
| 第13話 | さいごのひめチェン?☆ぷりっ!          | 土屋理敬 | 富沢信雄          | 富沢信雄              | 渡辺敦子 片山みゆき                                  |                         | 6月27日       |
| 第14話 | おとぎの国にきちゃった☆ぷりっ!       | 山田由香 | 矢野雄一郎        | 矢野雄一郎            | 山内則康                                             |                         | 7月4日        |
| 第15話 | マジ? まじマジック☆ぷりっ!           | 戸隠三子 | 佐藤昌文          | 佐藤昌文              | 柴田志朗 國行由里江                                  |                         | 7月11日       |
| 第16話 | ハッピーシューズで発表会☆ぷりっ!     | 広田光毅 | 渡辺健一郎        | 渡辺健一郎            | 末永宏一 高田洋一                                    |                         | 7月18日       |
| 第17話 | マーメイド・リリちゃん☆ぷりっ!       | 土屋理敬 | 金﨑貴臣          | 小山田桂子            | 野口寛明、高須美野子 末永宏一、高田洋一              | 人魚姫                  | 7月25日       |
| 第18話 | おかえり、レイラパパ☆ぷりっ!         | 中村能子 | 浪速勉            | 福本潔                | 五十内裕輔 内野明雄                                  |                         | 8月1日        |
| 第19話 | きもだめしだゾーッ☆ぷりっ!           | 笹野恵   | 矢野雄一郎        | 矢野雄一郎            | 末永宏一 白井裕美子                                  |                         | 8月8日        |
| 第20話 | 思い出せ! 魔ペット☆ぷりっ!           | 戸隠三子 | 佐藤昌文          | 渡辺健一郎            | 山内則康                                             |                         | 8月15日       |
| 第21話 | ひめさまがおかあさま☆ぷりっ!         | 広田光毅 | 佐藤昌文          | 関田修                | 柴田志朗、國行由里江 五十内裕輔                      |                         | 8月22日       |
| 第22話 | 夏の思い出とんじゃビー!☆ぷりっ!      | 中村能子 | 富沢信雄 大畑清隆 | 矢野雄一郎 伊藤靖     | 野口寛明 末永宏一                                    |                         | 8月29日       |
| 第23話 | おかしの家が落ちてきた☆ぷりっ!       | 笹野恵   | 富沢信雄          | 小山田桂子            | 高田洋一、西真由子 加藤健二、西村昭子                | ヘンゼルとグレーテル    | 9月5日        |
| 第24話 | モテモテかぐやひめ☆ぷりっ!           | 土屋理敬 | 浪速勉            | 菜香ゆき              | 中谷友紀子                                           | 竹取物語                | 9月12日       |
| 第25話 | ひみつがバレちゃった!☆ぷりっ!        | 戸隠三子 | 空島カルタ        | すがやゆりこ          | 古川博之、加藤健二 西村昭子                          |                         | 9月19日       |
| 第26話 | おとぎの国の王子さま☆ぷりっ!         | 山田由香 | 富沢信雄          | 小山田桂子            | 末永宏一 渡辺敦子                                    |                         | 9月26日       |
| 第27話 | ゆめときぼうのオムライス☆ぷりっ!     | 山田由香 | 佐藤昌文          | 関田修                | 國行由里江 五十内裕輔                                |                         | 10月3日       |
| 第28話 | いたずら魔ペット、ビビでち☆ぷりっ!   | 土屋理敬 | 山本三輪子        | 室谷靖                | 野口寛明 白井裕美子                                  |                         | 10月10日      |
| 第29話 | 委員長はだれがいーんでちょう☆ぷりっ! | 広田光毅 | 渡辺健一郎        | 渡辺健一郎            | 末永宏一 古川博之                                    |                         | 10月17日      |
| 第30話 | 一寸法師でござるよ☆ぷりっ!           | 笹野恵   | 佐藤昌文          | 政木伸一              | 中谷友紀子                                           | 一寸法師                | 10月24日      |
| 第31話 | 小さな魔女みつけたでち☆ぷりっ!       | 中村能子 | 高柳哲司          | 小山田桂子            | 木下ゆうき                                           |                         | 10月31日      |
| 第32話 | とどけ、リルぷりっの歌☆ぷりっ!       | 戸隠三子 | 矢野雄一郎        | 矢野雄一郎            | 西真由子、加藤健二 西村昭子                          |                         | 11月7日       |
| 第33話 | ぷりぷりキューピッド☆ぷりっ!         | 土屋理敬 | 佐藤まさふみ      | 佐藤まさふみ          | 國行由里江 五十内裕輔                                |                         | 11月14日      |
| 第34話 | ひめさまげきじょう☆ぷりっ!           | 広田光毅 | 高柳哲司          | 富沢信雄              | 高田洋一 牧内モモコ                                  |                         | 11月21日      |
| 第35話 | 魔法カードで Oh! たいへん☆ぷりっ!    | 中村能子 | 山本三輪子        | 伊藤靖                | 野口寛明 白井裕美子                                  |                         | 11月28日      |
| 第36話 | ナンとカレーなアイドル☆ぷりっ!       | 笹野恵   | 高柳哲司          | 菜香ゆき              | 中谷友紀子                                           | アラジンと魔法のランプ  | 12月5日       |
| 第37話 | 魔ペットペットどこいった☆ぷりっ!     | 戸隠三子 | 今泉賢一          | 小山田桂子            | 末永宏一、加藤健二 西村昭子                          | かえるの王子            | 12月12日      |
| 第38話 | 花咲町のサンタさん☆ぷりっ!           | 広田光毅 | 山本三輪子        | 室谷靖                | 高田洋一、西真由子 末永宏一                          |                         | 12月19日      |
| 第39話 | おとぎの国の大パーティー☆ぷりっ!     | 土屋理敬 | 佐藤まさふみ      | 佐藤まさふみ          | 國行由里江 五十内裕輔                                |                         | 12月26日      |
| 第40話 | ひめっぷりは∞むげんだい☆ぷりっ!      | 山田由香 | 桜井弘明          | 富沢信雄 森脇真琴     | 末永宏一、野口寛明 渡辺敦子                          | 赤ずきん                | 2011年 1月9日 |
| 第41話 | 赤ずきんちゃんいらっしゃい☆ぷりっ!   | 中村能子 | 高柳哲司          | 小山田桂子            | 白井裕美子 古川博之                                  | 赤ずきん                | 1月16日       |
| 第42話 | カレンに白鳥ジャンプ!☆ぷりっ!        | 笹野恵   | 菜香ゆき          | 菜香ゆき              | 中谷友紀子                                           |                         | 1月23日       |
| 第43話 | ダイちゃんダイエット☆ぷりっ!         | 広田光毅 | 高林久弥          | 高林久弥              | 野口寛明 末永宏一                                    |                         | 1月30日       |
| 第44話 | リョク、リュウになりタイガー☆ぷりっ! | 土屋理敬 | 高柳哲司          | 小山田桂子            | 高田洋一 加藤健二                                    |                         | 2月6日        |
| 第45話 | チョコっとおとひめおもてなし☆ぷりっ! | 戸隠三子 | 佐藤まさふみ      | 佐藤まさふみ          | 中谷友紀子、五十内裕輔 柴田志朗                      | 浦島太郎                | 2月13日       |
| 第46話 | さよならWish☆ぷりっ!                 | 中村能子 | 渡辺健一郎        | 渡辺健一郎            | 白井裕美子、末永宏一 古川博之                        |                         | 2月20日       |
| 第47話 | ナンバー1!? 魔女がきた☆ぷりっ!       | 笹野恵   | 高柳哲司          | 富沢信雄              | 野口寛明、高田洋一 西真由子                          | 一寸法師                | 2月27日       |
| 第48話 | スペシャルドレスをさがせ!☆ぷりっ!    | 広田光毅 | 高柳哲司          | 菜香ゆき              | 中谷友紀子 五十内裕輔                                | 一寸法師 小人の靴屋     | 3月6日        |
| 第49話 | さよならリルぷりっ☆ぷりっ!           | 中村能子 | 高柳哲司          | 小山田桂子            | 末永宏一、高田洋一 加藤健二、西村昭子                | はだかの王様 鶴の恩返し | 3月13日       |
| 第50話 | かがやけ! トゥループリンセス☆ぷりっ  | 山田由香 | 高林久弥          | 高林久弥              | 野口寛明、白井裕美子 西真由子                        |                         | 3月20日       |
| 第51話 | ぷりぷりリルぷりっ☆ぷりっ            | 山田由香 | 森脇真琴          | 森脇真琴 伊藤靖       | 渡辺敦子、高田洋一 仲田美歩                          |                         | 3月27日       |

#### 『のりスタ』版
| 話数   | サブタイトル                                 | 脚本   | CGディレクター | 放送日        |
| ------ | -------------------------------------------- | ------ | -------------- | ------------- |
| 第1話  | いちばんだいすきなアップルパイ☆ぷりっ        | 坪田文 | 西村博英       | 2011年 4月6日 |
| 第2話  | ガラスのくつはどこいった?☆ぷりっ             | 坪田文 | 西村博英       | 4月13日       |
| 第3話  | やまとなでしこバスガイド☆ぷりっ              | 坪田文 | 西村博英       | 4月20日       |
| 第4話  | 名たんていリルぷりっ☆ぷりっ                  | 坪田文 | 西村博英       | 4月27日       |
| 第5話  | どよ〜んな気分にまけないぞ!☆ぷりっ           | 坪田文 | 西村博英       | 5月4日        |
| 第6話  | エレクトロニックを感じましょ☆ぷりっ          | 坪田文 | 西村博英       | 5月11日       |
| 第7話  | たたかえ! リルぷりっレンジャー☆ぷりっ        | 坪田文 | 西村博英       | 5月18日       |
| 第8話  | レトロなプレゼントでフィーバー☆ぷりっ        | 坪田文 | 西村博英       | 5月25日       |
| 第9話  | クローバーでハッピースマイル☆ぷりっ          | 坪田文 | 西村博英       | 6月1日        |
| 第10話 | ジャンプ ジャンプ ジャンプ!☆ぷりっ           | 坪田文 | 西村博英       | 6月8日        |
| 第11話 | セイちゃんのこいわずらい!?☆ぷりっ            | 坪田文 | 西村博英       | 6月15日       |
| 第12話 | 花ヨメはワンダーガール☆ぷりっ                | 坪田文 | 西村博英       | 6月22日       |
| 第13話 | コンサートはひめチェンしていきましょ!☆ぷりっ | 坪田文 | 西村博英       | 6月29日       |
| 第14話 | ふたりをむすんで天の川☆ぷりっ                | 坪田文 | 西村博英       | 7月6日        |
| 第15話 | お宝さがすぞ! アイアイサー!☆ぷりっ           | 坪田文 | 西村博英       | 7月13日       |
| 第16話 | にゃんにゃん休んでにゃんにゃんにゃん☆ぷりっ  | 坪田文 | 西村博英       | 7月20日       |
| 第17話 | 夜ふかしする子は取り締まりっ☆ぷりっ          | 坪田文 | 西村博英       | 7月27日       |
| 第18話 | 夏バテやっつけ楽しい夏でしょ!☆ぷりっ         | 坪田文 | 西村博英       | 8月3日        |
| 第19話 | ふわふわMIXお姫様!☆ぷりっ                    | 坪田文 | 西村博英       | 8月10日       |
| 第20話 | ひまわりパワーで元気まんかい!☆ぷりっ         | 坪田文 | 西村博英       | 8月17日       |
| 第21話 | くわずぎらいは勇気でやっつけろ!☆ぷりっ       | 坪田文 | 西村博英       | 8月24日       |
| 第22話 | セーラー服で学校ごっこ☆ぷりっ                | 坪田文 | 西村博英       | 8月31日       |
| 第23話 | 再びとうじょう! 名たんていリルぷりっ☆ぷりっ  | 坪田文 | 西村博英       | 9月7日        |
| 第24話 | まんまるお月さん出ておいで☆ぷりっ            | 坪田文 | 西村博英       | 9月14日       |
| 第25話 | 魔ペットサーカス団☆ぷりっ                    | 坪田文 | 西村博英       | 9月21日       |
| 第26話 | グオ〜ン ゴオ〜ン 何の音?☆ぷりっ             | 坪田文 | 西村博英       | 9月28日       |
| 第27話 | くっつけ! クラフトパワー☆ぷりっ              | 坪田文 | 西村博英       | 10月5日       |
| 第28話 | 花咲かわんわん!☆ぷりっ                       | 坪田文 | 西村博英       | 10月12日      |
| 第29話 | 魔ペットショータイム!☆ぷりっ                 | 坪田文 | 西村博英       | 10月19日      |
| 第30話 | 楽しく過ごそうハロウィンナイト☆ぷりっ        | 坪田文 | 西村博英       | 10月26日      |
| 第31話 | 秋の日はクラシカル☆ぷりっ                    | 坪田文 | 西村博英       | 11月2日       |
| 第32話 | チャーミングに甘えん坊☆ぷりっ                | 坪田文 | 西村博英       | 11月9日       |
| 第33話 | 木がらしムードをふっとばせ☆ぷりっ            | 坪田文 | 西村博英       | 11月16日      |
| 第34話 | なぞなぞたんてい リルぷりっ☆ぷりっ           | 坪田文 | 西村博英       | 11月23日      |
| 第35話 | 魔ペットおてつだい隊☆ぷりっ                  | 坪田文 | 西村博英       | 11月30日      |
| 第36話 | 悪い子ハートをやっつけろ!☆ぷりっ             | 坪田文 | 西村博英       | 12月7日       |
| 第37話 | おねがいプリーズお星さま☆ぷりっ              | 坪田文 | 西村博英       | 12月14日      |
| 第38話 | メリーメリークリスマス!☆ぷりっ               | 坪田文 | 西村博英       | 12月21日      |
| 第39話 | あけおめキラキラモダニズム☆ぷりっ            | 坪田文 | 西村博英       | 2012年 1月4日 |
| 第40話 | パーティーナイトフィーバー☆ぷりっ            | 坪田文 | 西村博英       | 1月11日       |
| 第41話 | おどろき! 魔ペットマジカル☆ぷりっ            | 坪田文 | 西村博英       | 1月18日       |
| 第42話 | たたかえ! リルぷりっレンジャー☆ぷりっ        | 坪田文 | 西村博英       | 1月25日       |
| 第43話 | レトロなプレゼントでフィーバー☆ぷりっ        | 坪田文 | 西村博英       | 2月1日        |
| 第44話 | 一番大好きなアップルパイ☆ぷりっ              | 坪田文 | 西村博英       | 2月8日        |
| 第45話 | エレトロニックをかんじましょ☆ぷりっ          | 坪田文 | 西村博英       | 2月15日       |
| 第46話 | セイちゃんのこいわずらい!?☆ぷりっ            | 坪田文 | 西村博英       | 2月22日       |
| 第47話 | 名たんていリルぷりっ☆ぷりっ                  | 坪田文 | 西村博英       | 2月29日       |
| 第48話 | クローバーでハッピースマイル☆ぷりっ          | 坪田文 | 西村博英       | 3月7日        |
| 第49話 | ジャンプジャンプジャンプ!☆ぷりっ             | 坪田文 | 西村博英       | 3月14日       |
| 第50話 | くっつけ! クラフトパワー☆ぷりっ              | 坪田文 | 西村博英       | 3月21日       |
| 第51話 | バイバイ! また会う日まで☆ぷりっ              | 坪田文 | 西村博英       | 3月28日       |

### 放送局
| 放送地域       | 放送局                 | 放送期間                                                                    | 放送日時                                                 | 放送系列       | 備考             |
| -------------- | ---------------------- | --------------------------------------------------------------------------- | -------------------------------------------------------- | -------------- | ---------------- |
| 関東広域圏     | テレビ東京             | 2010年4月4日 - 2011年3月27日                                                | 日曜 9:00 - 9:30                                         | テレビ東京系列 | 製作局           |
| 北海道         | テレビ北海道           | 2010年4月4日 - 2011年3月27日                                                | 日曜 9:00 - 9:30                                         | テレビ東京系列 | 同時ネット       |
| 愛知県         | テレビ愛知             | 2010年4月4日 - 2011年3月27日                                                | 日曜 9:00 - 9:30                                         | テレビ東京系列 | 同時ネット       |
| 大阪府         | テレビ大阪             | 2010年4月4日 - 2011年3月27日                                                | 日曜 9:00 - 9:30                                         | テレビ東京系列 | 同時ネット       |
| 岡山県・香川県 | テレビせとうち         | 2010年4月4日 - 2011年3月27日                                                | 日曜 9:00 - 9:30                                         | テレビ東京系列 | 同時ネット       |
| 福岡県         | TVQ九州放送            | 2010年4月4日 - 2011年3月27日                                                | 日曜 9:00 - 9:30                                         | テレビ東京系列 | 同時ネット       |
| 奈良県         | 奈良テレビ             | 2010年4月10日 - 2011年4月9日                                                | 土曜 8:30 - 8:59                                         | 独立UHF局      |                  |
| 和歌山県       | テレビ和歌山           | 2010年4月12日 - 2011年4月11日                                               | 月曜 17:30 - 18:00                                       | 独立UHF局      |                  |
| 秋田県         | 秋田テレビ             | 2010年4月13日 - 2011年4月19日                                               | 火曜 16:23 - 16:53                                       | フジテレビ系列 |                  |
| 日本全域       | AT-X                   | 2010年4月14日 - 2011年4月6日 2011年10月12日 - 12月21日                      | 水曜 9:00 - 9:30                                         | CS放送         | リピート放送あり |
| 青森県         | 青森朝日放送           | 2010年4月15日 - 2011年4月21日                                               | 木曜 16:24 - 16:54                                       | テレビ朝日系列 |                  |
| 石川県         | テレビ金沢             | 2010年4月19日 - 2011年4月25日                                               | 月曜 15:53 - 16:23                                       | 日本テレビ系列 |                  |
| 宮城県         | 東日本放送             | 2010年4月20日 - 9月28日 2010年10月10日 - 2011年5月1日                       | 火曜 16:02 - 16:31 日曜 5:20 - 5:50                      | テレビ朝日系列 | [ 7 ]            |
| 広島県         | 広島ホームテレビ       | 2010年5月1日 - 2011年5月14日                                                | 土曜 6:30 - 7:00                                         | テレビ朝日系列 |                  |
| 鳥取県・島根県 | 日本海テレビ           | 2010年5月9日 - 2011年5月22日                                                | 日曜 5:10 - 5:40                                         | 日本テレビ系列 |                  |
| 滋賀県         | びわ湖放送             | 2010年5月10日 - 2011年5月30日                                               | 月曜 19:30 - 20:00                                       | 独立UHF局      |                  |
| 鹿児島県       | 鹿児島テレビ           | 2010年5月16日 - 2011年5月29日                                               | 日曜 6:15 - 6:45                                         | フジテレビ系列 |                  |
| 愛媛県         | 南海放送               | 2010年5月17日 - 2011年5月16日                                               | 月曜 15:53 - 16:23                                       | 日本テレビ系列 |                  |
| 長野県         | 長野放送               | 2010年5月25日 - 2011年6月7日                                                | 火曜 15:30 - 16:00                                       | フジテレビ系列 |                  |
| 岩手県         | 岩手めんこいテレビ     | 2010年5月26日 - 2011年3月30日 2011年4月6日 - 5月25日 2011年6月1日 - 6月15日 | 水曜 16:54 - 17:24 水曜 15:54 - 16:24 水曜 16:54 - 17:24 | フジテレビ系列 |                  |
| 静岡県         | 静岡朝日テレビ         | 2010年5月29日 - 2011年6月11日                                               | 土曜 6:45 - 7:15                                         | テレビ朝日系列 |                  |
| 三重県         | 三重テレビ             | 2010年10月5日 - 2011年3月29日 2011年4月28日 - 10月13日                      | 火曜 17:00 - 17:30 木曜 17:00 - 17:30                    | 独立UHF局      |                  |
| 岐阜県         | 岐阜放送               | 2010年10月11日 - 2011年3月28日 2011年4月4日 - 10月10日                      | 月曜 17:30 - 18:00 月曜 18:30 - 19:00                    | 独立UHF局      |                  |
| 日本全域       | ディズニー・チャンネル | 2011年6月6日 - 8月15日                                                      | 月曜 - 金曜 16:00 - 16:30                                | CS放送         | リピート放送あり |

### アニメDVD
第1期は小学館よりDVDが2010年8月25日からリリースされている。全13巻。テレビ版とDVD版とでは収録されている内容が若干異なる。

## ゲーム

### ニンテンドーDS用ソフト
『リルぷりっDS ひめチェン!アップルピンク』
2010年8月19日発売したニンテンドーDS用ゲーム。ジャンル「ひめチェン!アドベンチャー」。予約特典は「スペシャル(・∀・)ひみつカード」、初回特典は「スペシャル(・∀・)パラダイスマリン」、ショップ限定特典は「スペシャル(・∀・)マジカルトランプドレス」。

### iPad用アプリ
『ひめチェン!おとぎちっくアイドル リルぷりっ あぷりっ』
2010年9月より『App Store』で配信のiPad用無料アプリ。現在は配信終了。